# Торчицький Степок
Торчи́цький Степо́к — село в Україні, у Білоцерківському районі Київської області, у складі Ставищенської селищної громади. Розташоване на правому березі річки Торц (притока Росі) за 15 км на південний захід від смт Ставище та за 3 км від автошляху М05. Населення становить 90 осіб.

## Походження назви села

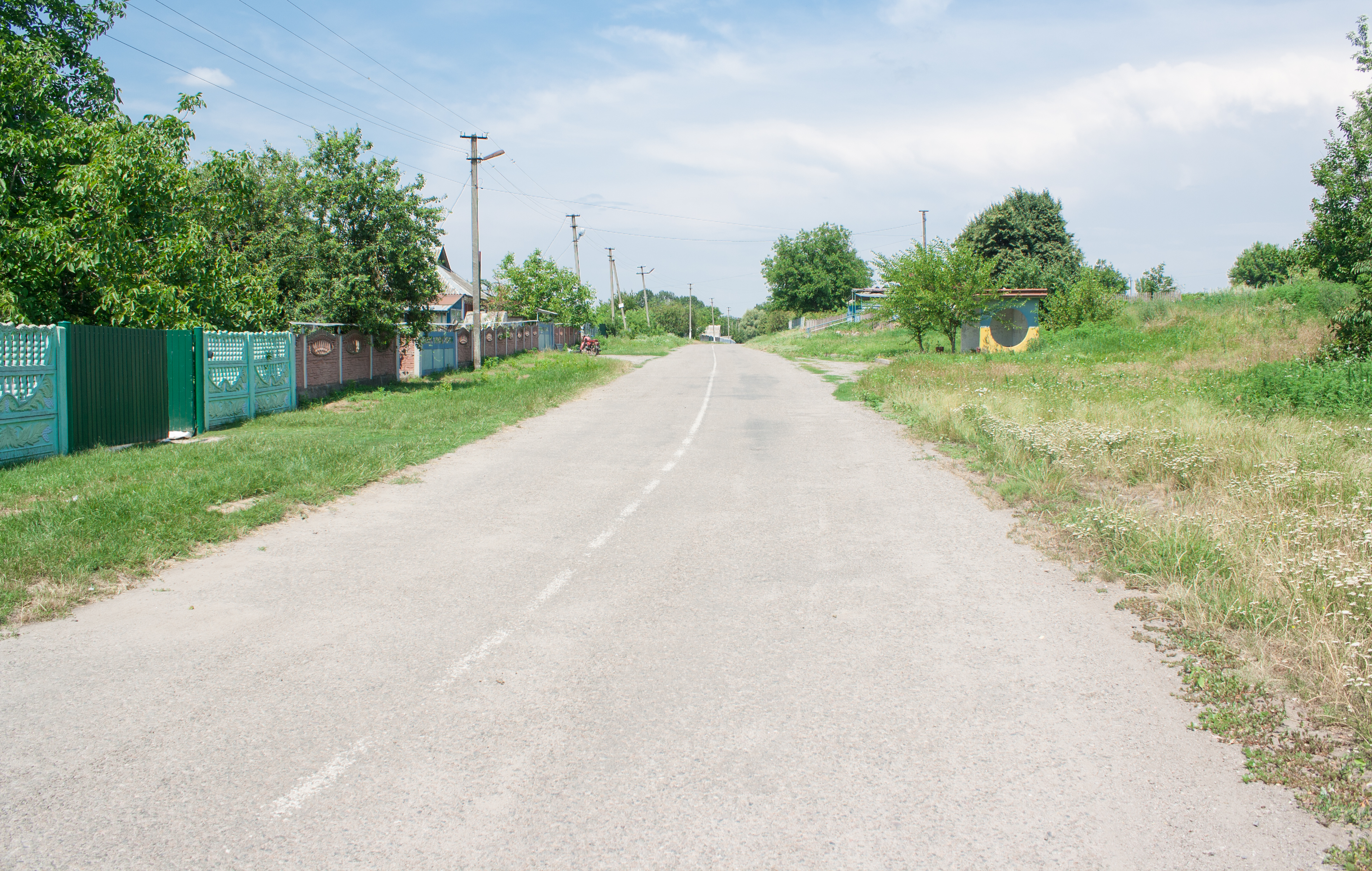
Головна вулиця

Щодо походження назви села існує кілька версій:
1. Назва села походить від села Торчиці, звідки переселилися на це місце засновники Торчицького Степка, а слово «степок» може означати галявину[1].
2. Назва села походить від річки Торц (Торчиця, Північний Торч), що протікає поблизу села, а назва цієї річки пов'язана з тюркомовними племенами торків, які у 11 — 13 століттях захищали південні рубежі Київської Русі.
3. Ця місцевість була володінням торчицьких поміщиків. Вони висилали з Торчиці непокірних селян у ліс, на край свого володіння[2].

## Географія
Село знаходиться на Придніпровській височині. Поверхня погорбована. Ґрунти - темно-сірі опідзолені та чорноземи опідзолені. Поблизу села бере початок річка Торц (Басейн Дніпра).

## Історія
Заснування села датується другою половиною 18 ст. (1764 р.). Старожили стверджують, що Торчицький Степок заснував виходець із села Торчиці.
Перша письмова згадка про Торчицький Степок датується 1866 р. На той час село входило до Таращанського повіту, належало польській графині Цецилії Понинській, яка володіла також селом Торчицею. Населення села становило 216 чоловік, з них 198 українців, 6 поляків та 12 євреїв.
У 1885 р. село налічувало 106 дворів, у яких проживало 820 осіб, у селі були церковно-парафіяльна школа та постоялий двір.
У 11-ому томі багатотомного видання «Słownik geograficzny Królestwa Polskiego i innych krajów słowiańskich», виданого в 1880–1914 р., Торчицький Степок згадується як село над безіменною притокою річки Торч, в 40 верстах від Таращі, яке належить до Юрківської православної парафії і має населення 247 осіб.
В 1923-2020 роках село входило до Ставищенського району.
У 1960 р. колгосп Торчицького Степка було об'єднано з колгоспами сіл Сніжки та Юрківка в єдине колективне господарство «Дружба».
З 21 липня 1994 р. село підпорядковується Юрківській сільській раді. Згідно з переписом населення, у 2001 р. в Торчицькому Степку проживало 110 осіб.
Протягом 2006–2010 р. Торчицький Степок було газифіковано та телефонізовано.